# تصريح ذاتي
يوصف التصريح الذاتي بأنه حق الملكية القانونية التي يعترف بها الشخص المعلن ولكن ليس بالضرورة أن يكون من قبل أي سلطة قانونية. لذلك يمكن أن يكون من خلال وضع لقب نبيل أو وضع الأمة. ويستخدم هذا المصطلح بشكل غير رسمي لأي شخص يعلن عن نفسه لأي لقب غير رسمي.

## أمثلة
- الدول المجهرية مثل سيلاند والتي هي منشأة صغيرة تملك تصريح ذاتي تدعي من خلاله أنها ولايات حاكمة مستقلة ولكن غير مُعترَف فيها من قبل أي ولاية حاكمة معروفة.
- تصريح ذاتي لنظام ملكي مثل جان بيدل بوكاسا.[1]
- النظام الذاتي، نظام الفروسية مع ادّعاء غير مميز لإرث تاريخي.